# 1981 FT
1981 FT är en asteroid i huvudbältet som upptäcktes den 27 mars 1981 av den tjeckiske astronomen Zdeňka Vávrová vid Kleť-observatoriet.
Asteroiden har en diameter på ungefär 4 kilometer.